# Храм Святой Александры (Муромцево)
Храм Святой мученицы царицы Александры — приходской православный храм в посёлке Муромцево Судогодского района Владимирской области. Входит в состав Судогодского благочиния Владимирской епархии Русской православной церкви.
Выстроен по желанию и на средства хозяина усадьбы «Муромцево» Владимира Храповицкого.
Настоятель — протоиерей Олег Толкачёв.

## История

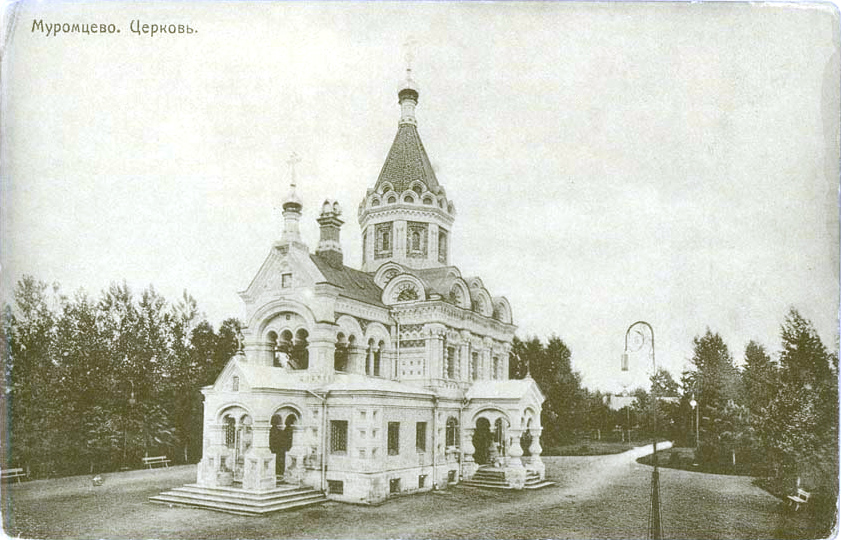

Инициатива строительства церкви принадлежала хозяину усадьбы Владимиру Семёновичу Храповицкому, который стал ходатайствовать о разрешении построить церковь в своём имении. Большой надобности, казалось, в этом не было: в четырёх верстах от имения стояла приходская Сретенская церковь в селе Ново-Никольском, при которой были захоронены родственники Храповицкого; примерно на таком же расстоянии находился Екатерининский собор в Судогде. Сам Владимир Семёнович так объяснял причины постройки:

Дом, парк, обширное и с каждым годом растущее хозяйство имения требовали рабочих рук, отчего народонаселение Муромцева росло. Ближайшие же православные храмы находились либо в Судогде, либо в отдаленных сёлах. Побуждаемый этими обстоятельствами и желая в жизни своей делать доброе, я позволил себе в июле 1889 года обратиться с письмом к владыке Феогносту, архиепископу Владимирскому и Муромскому, в котором просил уже осенью сделать закладку храма в имении, в память святой царицы Александры, празднуемой 23 апреля. Сооружение храма, равно как и снабжение такового всем имуществом, утварью и одеждами, я всецело взял на себя.
В мае 1890 года было освящено место под церковь, а в 1895 года началось её строительство.
Хозяин усадьбы позаботился не только о внешней отделке храма, но и о его внутреннем обустройстве: «Торговый дом Соколова поставил золочёное с хрустальной розеткой паникадило, крест, запрестольный образ. Вся напрестольная утварь была заказана поставщику императорского двора господину Фаберже, плотницко-столярная мастерская Медведева изготовила иконостас с иконами художественной работы школы Васнецова, писанными на жести, и клиросные иконы „Святая Ольга“ и „Призвание апостолов“ на полотне». На сводах храма были изображены Евангелисты, а стены храма украшали орнаменты.
В храме был трехъярусный иконостас. Во втором ярусе справа помещались образы святителя Николая, благоверного князя Бориса, равноапостольных Кирилла и Мефодия; слева — благоверного князя Георгия, благоверного князя Глеба, апостолов Петра и Павла. В третьем ярусе были иконы равноапостольного князя Владимира, равноапостольной княгини Ольги, мученицы Ксении, равноапостольной Елены, святой Елизаветы, великомученицы Екатерины, великомученицы Варвары, святителя Феодосия. Эти святые, по-видимому, были небесными покровителями в рода Храповицких: имя Екатерина носила бабушка Владимира Семёновича (урождённая Хоненева), а Елизаветой звали его супругу. У правого клироса была икона Преображения Господня и образ благоверного князя Александра Невского, а у левого — икона Богоявления Господня и образ царицы Александры. На одноярусной колокольне было 9 колоколов, самый большой весом в 121 пуд.
15 июля 1899 года (по старому стилю) в день памяти равноапостольного князя Владимира состоялось торжественное освящение храма. Храм был приписан к Екатерининскому собору в Судогде и обсуживался его причтом. После того, как храм был открыт, сельцо Муромцево было переименовано в село.
Имел один престол — во имя мученицы царицы Александры. Храм считался приписным к судогодскому Свято-Екатерининскому собору и обслуживался его причтом. В богослужениях использовалась роскошная серебряная утварь, изготовленная на ювелирной фабрике Карла Фаберже.

Скрытая в тени парка церковь Царицы Александры напоминала мне о юности в Александровском лицее, чистом времени, полном надежд, но часто ли в светской суете заходил я под её своды? Господи Иисусе Христе, Сыне Божий! Помилуй мя грешнаго!
По свидетельству властей «церковь не действовала со дня Революции». В 1922 году в храме произвели Акт изъятия церковных ценностей «в пользу голодающих Поволжья». Изъяли: 2 ризы, 1 крест и 2 обложки с Евангелий общим весом 9 ф. 65 зол. На этом основании 27 августа 1924 года Владимирский губисполком постановил: «Принимая во внимание, что церковь в пос. Муромцево со дня Революции пустует и имеющиеся группы верующих в ней не нуждаются — передачу упомянутой церкви Муромцевскому техникуму под культурно-просветительные надобности последнего утвердить при условиях: сохранения архитектуры церкви в неприкосновенности за исключением крестов, которые могут быть сняты, а также сдачи всех икон в иконостасе — в Музей».
С этого времени храм использовался под клуб, где проводили спектакли. А в 1937 году его превращают в склад горюче-смазочных материалов («совхозную заправку»), растаскивают последнюю уцелевшую мебель, двери, рамы. Стены и пол пропитались бензином и техническими маслами. С 1967 по 1995 года здание находилось в полном запустении.
Благодаря хлопотам жителей Муромцева в январе 1996 года было получено разрешение от Владимирской епархии на восстановление храма. У стен храма начали совершаться молебны. Силами жителей поселка и учащимися Муромцевского лесхозтехникума помещение было очищено от мусора, и проведена начальная консервация здания. Помогали всем миром — и Леспромхоз, и завод «Красный химик», и частные предприниматели.
Заботу о возрождении муромцевской святыни взял на себя священник Георгий Морохин. В муромцевский храм вернулся образ мученицы царицы Александры, спасенный от уничтожения и хранившийся в храме Преображения Господня села Спас-Беседа. В 2001 году при храме была открыта детская воскресная школа. В 2002 году храм был отдан на попечение священнику Олегу Толкачёву, который и поныне является его настоятелем. Восстановление храма шло медленно из-за нехватки средств. Тем не менее за десятилетие храм значительно преобразился: проведены ремонтные работы, установлен новый иконостас, подведён природный газ, сплотился приход.

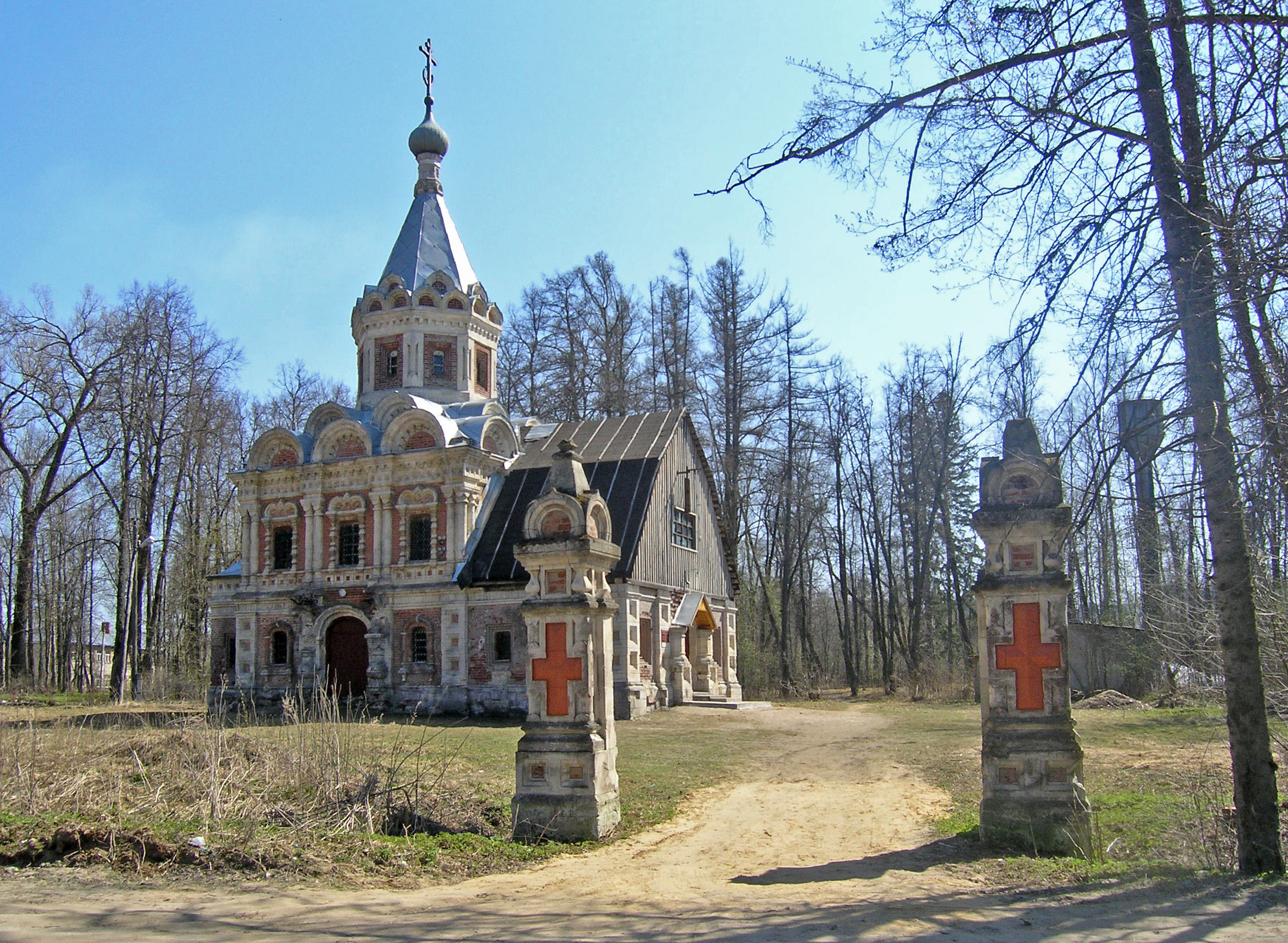
Храм в 2009 году

12 июля 2013 года храм посетил Архиепископ Владимирский и Суздальский Евлогий (Смирнов). На вечернее богослужение с акафистом апостолам Петру и Павлу в Муромцевском храме царицы Александры собрались все священники Судогодского благочиния.
В августе 2013 года центральный купол и крест недавно были покрашены в цвет золота
16 октября 2016 года митрополит Владимирский и Суздальский Евлогий (Смирнов) совершил чин великого освящения храма.
5 июля 2024 года на храме бурей были повреждены купол и крест, простоявшие 25 лет.